# Seo-dong
Seo-dong (koreanska: 서동) är en stadsdel i staden Busan i den sydöstra delen av Sydkorea, 300 km sydost om huvudstaden Seoul.  Den ligger i stadsdistriktet Geumjeong-gu.

## Indelning
Administrativt är Seo-dong indelat i:
| Namn  | Namn            | Yta km² | Invånare 31 dec 2018 |
| ----- | --------------- | ------- | -------------------- |
| 서1동 | Seo 1(il)-dong  | 0,36    | 7 021                |
| 서2동 | Seo 2(i)-dong   | 0,40    | 10 927               |
| 서3동 | Seo 3(sam)-dong | 0,92    | 11 983               |